# Renault Midlum
Renault Midlum — серія середньотонажних вантажівок повною масою 7,5-18,0 т, що випускалися компанією Renault Trucks з 2000 по 2013 рік. В Океанії продавався компанією Mack Trucks як Mack Midlum між легким Mascott і важким Premium.
У 2006 році модель повністю оновили. Серія була замінена на Renault D-Truck.

## Опис моделі

Renault Midlum (2006-2013)

Автомобілі пропонуються з вузькою для цього класу машин кабіною, мінімальними звісами і короткою колісною базою ідеально підходить для пересування по тісних міських вулицях. Виробляються шасі 4х2 і 4х4 з 19 варіантами колісних баз в діапазоні 2700-6800 мм, що дозволяє встановлювати вантажну платформу корисною довжиною від 3 до 10 м. 
Кабіни шириною 2100 мм пропонуються у виконань: денна Day (довжиною 1,6 м), універсальна Global (2,0 м), спальне Sleeper (2,2 м), чотиридверна (2,98 м). Двері можуть мати засклену нижню частину. Передбачені ступені з протиковзким покриттям. 

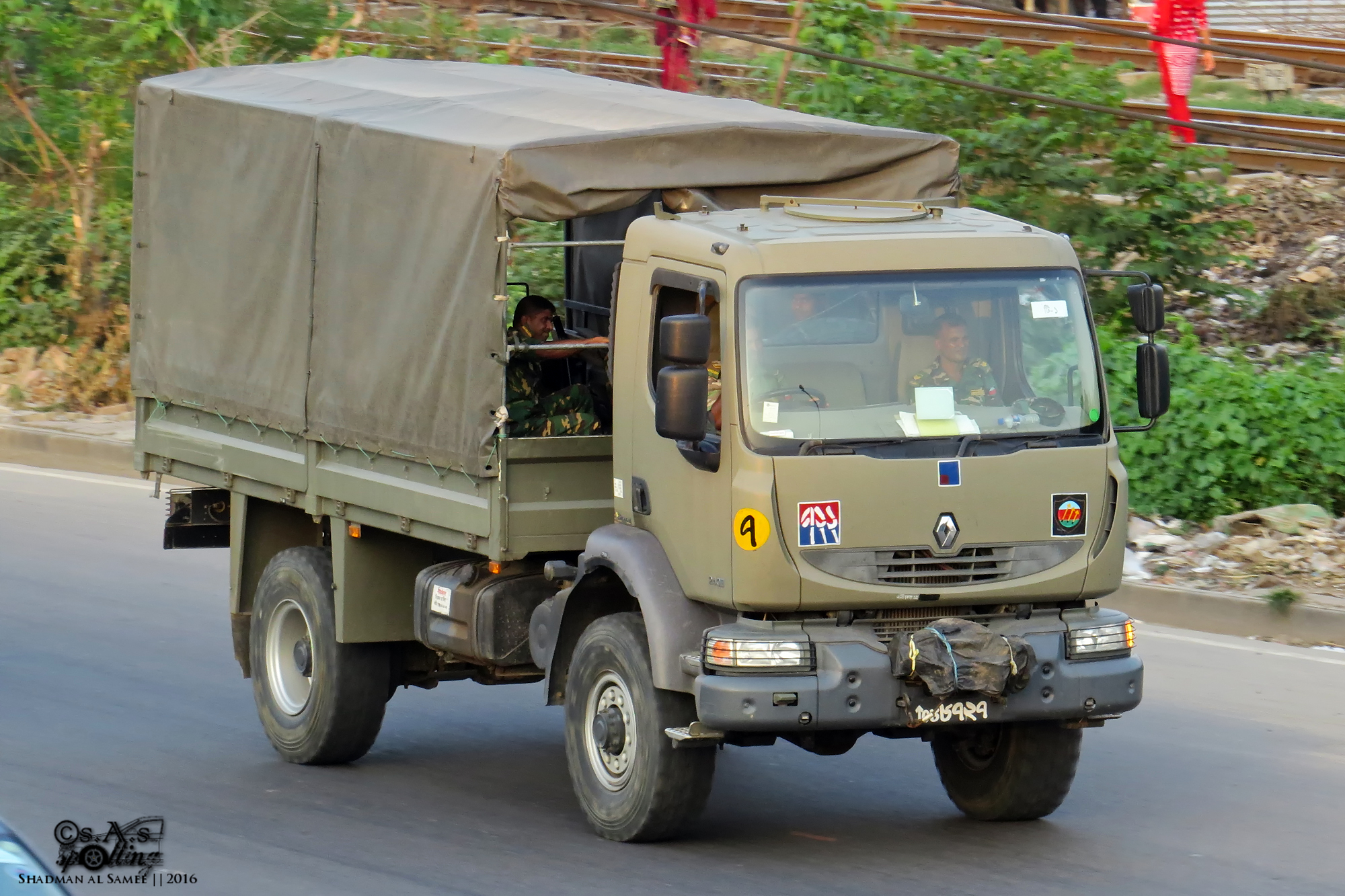
Renault Midlum 240 4х4

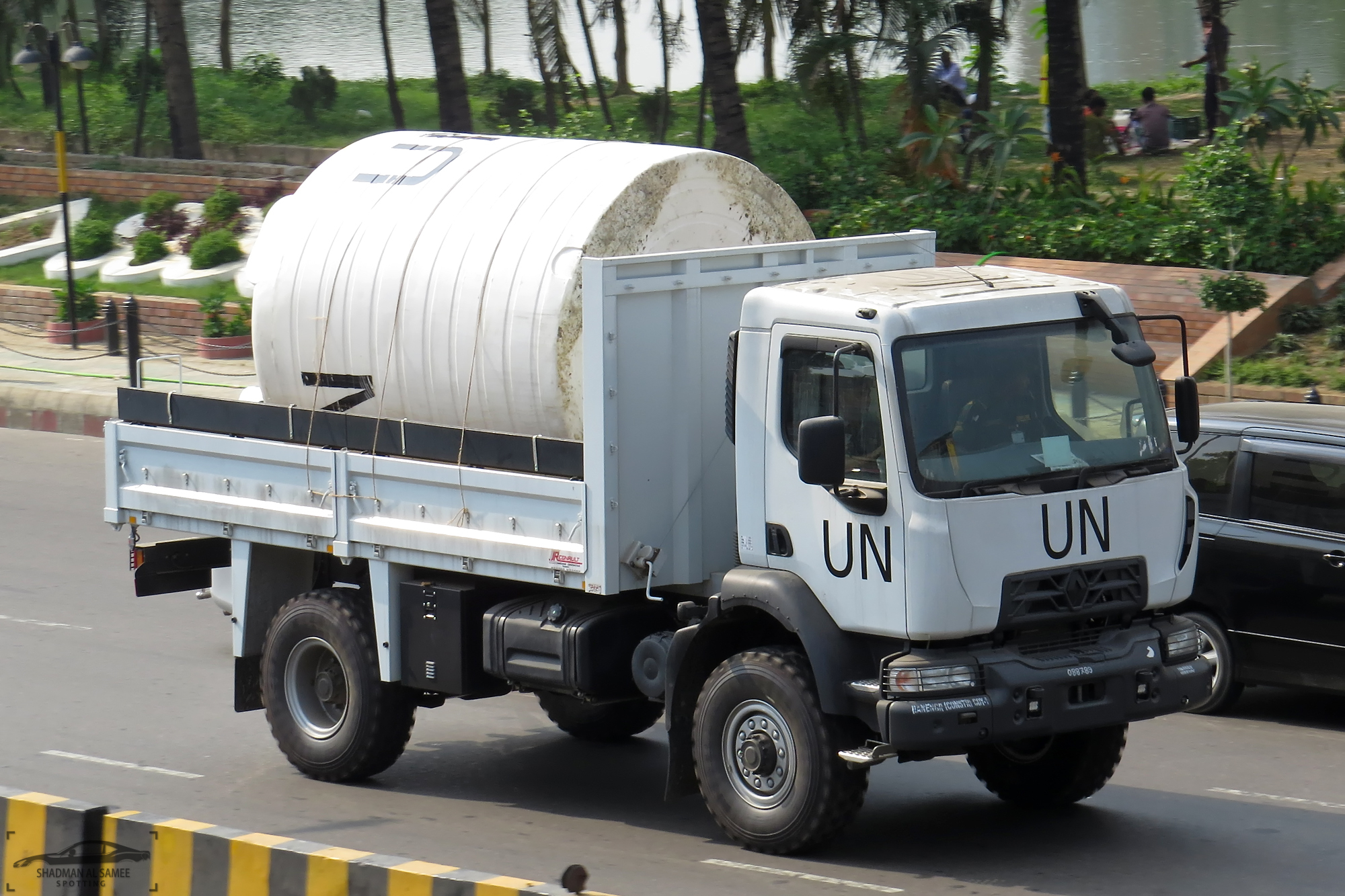
Renault Midlum 240 4х4 після фейсліфтингу

У новому інтер'єрі кабіни звертає на себе увагу нетипове для цього класу машин розташування важеля перемикання передач — на виступі передній панелі. У комбінації приладів по центру встановлений великий циферблат тахометра, в нижню частину якого поміщений дисплей, що відображає швидкість, — це ексклюзив для вантажівок Renault. 
У оснащенні автомобіля — двигуни нового покоління: 4-циліндровий 4,8-літровий DXi5 (потужністю 160, 190, 220 к.с.) та 6-циліндровий 7,2-літровий DXi7 (240, 280 к.с.). 
Створені з застосуванням системи упорскування Common Rail високого тиску (1 600 бар) і технології селективного каталітичного відновлення SCR, при якій в систему випуску впорскується добавка AdBlue (для зниження концентрації оксидів азоту), мотори відповідають нормам Євро-4/Євро-5. На замовлення двигуни можуть обладнуватися системою рециркуляції газів картерів CCV (Closed Crankcase Ventilation). На моторі Dxi5 встановлений металевий піддон картера значною ємністю — 13 л, завдяки чому інтервал заміни масла збільшився до 80 тис. км. На Dxi7 при ємності піддону 27 л інтервал заміни масла дорівнює 100 тис. км. 
Застосовуються 5 -, 6 - і 9-ступінчасті механічні коробки передач. Остання забезпечена сервопереключателем Servoshift і переключається за схемою «Super-Н» з накладенням передач: 5-8 на 1-4. Також для серії Midlum передбачені дві автоматичні коробки передач Allison, одна з яких обладнана вбудованим гідравлічним сповільнювачем, який може управлятися як вручну, так і автоматично по команді електронної гальмівної системи EBS. 

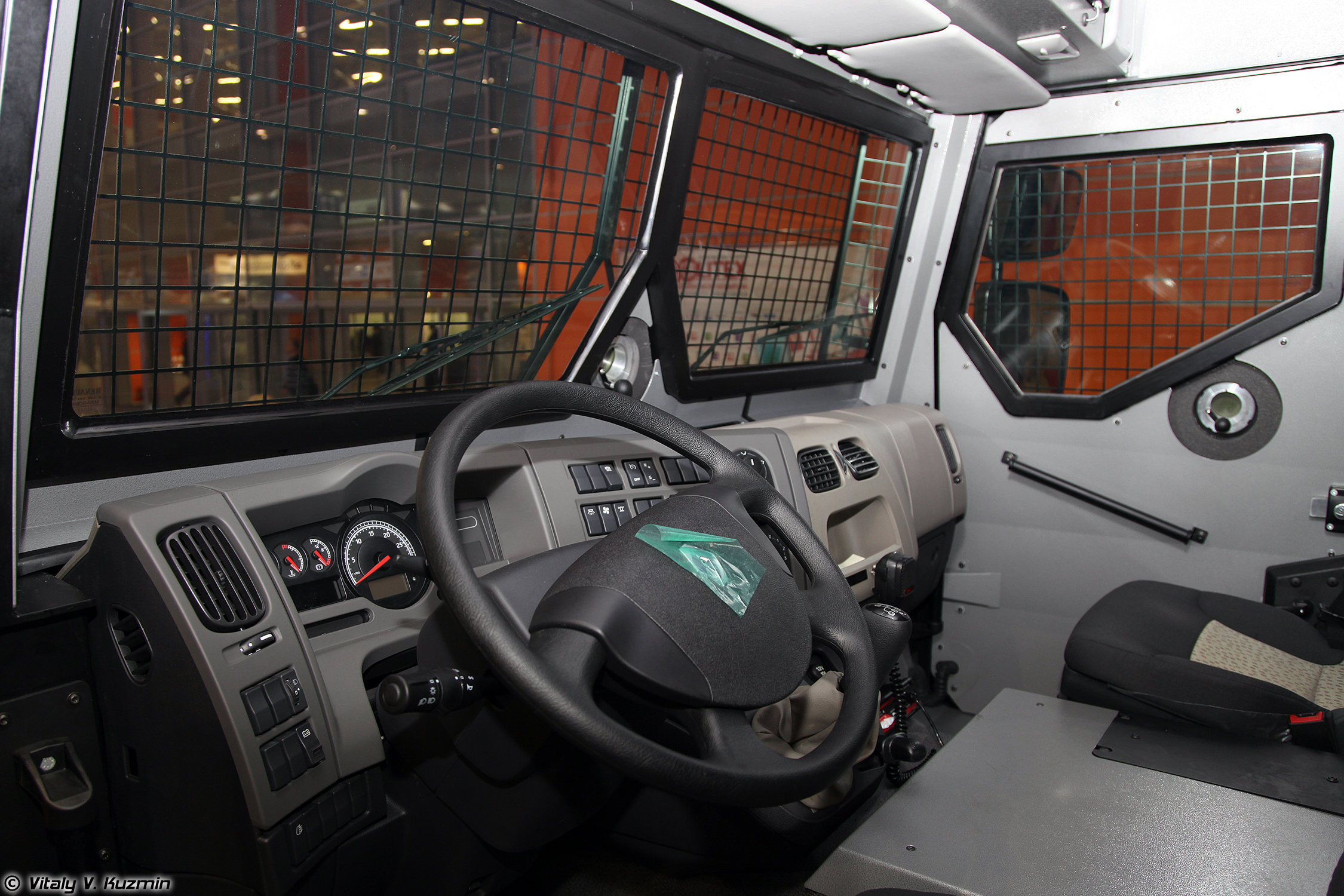

Рама, що виготовляється з високоеластичного стали HLE, має п'ять варіантів міцності (Extra Light, Medium-Light, Light, Medium, Heavy). Підвіска — механічна, з параболічними ресорами, позаду можуть встановлюватися пневмоподушки. Починаючи з 2007 року пневматична підвіска на замовлення буде встановлюватися і попереду.

## Двигуни
- 4.1 L DXi І4 135/150 к.с.
- 4.8 L DXi І4 160/180/190/220 к.с.
- 6.2 L DXi І6 180/210/220/250/270 к.с.
- 7.1 L DXi І6 240/270/280/300 к.с.